# Biathlon-Weltcup in Ruhpolding 2024/25
Der 5. Weltcup der Biathlonsaison 2024/25 fand im oberbayrischen Ruhpolding statt. Die Wettkämpfe in der Chiemgau-Arena wurden vom 13. bis 19. Januar 2025 ausgetragen.

## Wettkampfprogramm
| Datum        | Männer    | Männer               | Frauen    | Frauen                |
| ------------ | --------- | -------------------- | --------- | --------------------- |
| Mi, 15.01.25 | 14:10 Uhr | Einzel (20 km)       |           |                       |
| Do, 16.01.25 |           |                      | 14:20 Uhr | Einzel (15 km)        |
| Fr, 17.01.25 | 14:20 Uhr | Staffel (4 × 7,5 km) |           |                       |
| Sa, 18.01.25 |           |                      | 14:20 Uhr | Staffel (4 × 6 km)    |
| So, 19.01.25 | 12:30 Uhr | Massenstart (15 km)  | 15:00 Uhr | Massenstart (12,5 km) |

## Teilnehmende Nationen und Athleten
Wenn Klammern um die Zahl der Athleten stehen, hat dies zur Bedeutung, dass vom entsprechenden Verband mehr Athleten für das Weltcupwochenende nominiert worden waren, als Startplätze in den Einzelrennen für die Nation zur Verfügung standen.
| Nation                 | Anzahl               | Athlet | Athletin                                                                                                  |
| Europa (21 Nationen)   | Europa (21 Nationen) | Europa (21 Nationen) | Europa (21 Nationen)                                                                                      |
| ---------------------- | -------------------- | --- | --- |
| Belgien                | (4)+2                | César Beauvais, Florent Claude, Thierry Langer, Marek Mackels                                                                                           | Maya Cloetens, Lotte Lie                                                                                  |
| Bulgarien              | (4)+4                | Wladimir Iliew, Anton Sinapow, Blagoj Todew, Konstantin Wassilew                                                                                        | Lora Christowa, Walentina Dimitrowa, Marija Sdrawkowa, Milena Todorowa                                    |
| Dänemark               | 1                    | Rasmus Schiellerup | |
| Deutschland            | 6+6                  | Johannes Kühn, Philipp Nawrath, Roman Rees, Danilo Riethmüller, Justus Strelow, David Zobel                                                             | Selina Grotian, Franziska Preuß, Stefanie Scherer, Sophia Schneider, Julia Tannheimer, Vanessa Voigt      |
| Estland                | 4+4                  | Jakob Kulbin, Kristo Siimer, Mehis Udam, Rene Zahkna | Regina Ermits, Susan Külm, Hanna-Britta Kaasik, Johanna Talihärm                                          |
| Finnland               | 5+4                  | Arttu Heikkinen, Otto Invenius, Jimi Klemettinen, Jaakko Ranta, Tero Seppälä                                                                            | Inka Hämäläinen, Noora Kaisa Keränen, Sonja Leinamo, Suvi Minkkinen                                       |
| Frankreich             | 6+6                  | Émilien Claude, Fabien Claude, Quentin Fillon Maillet, Antonin Guigonnat, Émilien Jacquelin, Éric Perrot                                                | Paula Botet, Justine Braisaz-Bouchet, Lou Jeanmonnot, Océane Michelon, Jeanne Richard, Julia Simon        |
| Italien                | 6+6                  | Didier Bionaz, Patrick Braunhofer, Daniele Cappellari, Tommaso Giacomel, Lukas Hofer, Elia Zeni                                                         | Hannah Auchentaller, Michela Carrara, Samuela Comola, Rebecca Passler, Martina Trabucchi, Dorothea Wierer |
| Kroatien               | 1+1                  | Krešimir Crnković | Anika Kožica                                                                                              |
| Lettland               | 4+4                  | Renārs Birkentāls, Edgars Mise, Aleksandrs Patrijuks, Andrejs Rastorgujevs                                                                              | Baiba Bendika, Sandra Buliņa, Sanita Buliņa, Estere Volfa                                                 |
| Litauen                | (4)+(4)              | Nikita Čigak, Karol Dombrovski, Maksim Fomin, Vytautas Strolia                                                                                          | Natalija Kočergina, Judita Traubaitė, Sara Urumova, Lidia Žurauskaitė                                     |
| Moldau                 | 3+3                  | Pawel Magasejew, Maxim Makarow, Michail Ussow | Alla Ghilenko, Aljona Makarowa, Alina Stremous                                                            |
| Norwegen               | (8)+6                | Johannes Thingnes Bø, Tarjei Bø, Vetle Sjåstad Christiansen, Johannes Dale-Skjevdal, Sturla Holm Lægreid, Vebjørn Sørum, Endre Strømsheim, Martin Uldal | Juni Arnekleiv, Ragnhild Femsteinevik, Maren Kirkeeide, Karoline Offigstad Knotten, Ida Lien, Gro Randby  |
| Österreich             | 5+5                  | Simon Eder, Patrick Jakob, David Komatz, Felix Leitner, Magnus Oberhauser                                                                               | Anna Andexer, Anna Gandler, Lisa Hauser, Anna Juppe, Tamara Steiner                                       |
| Polen                  | 4+5                  | Konrad Badacz, Jan Guńka, Fabian Suchodolski, Marcin Zawół                                                                                              | Daria Gembicka, Joanna Jakieła, Anna Mąka, Natalia Sidorowicz, Kamila Żuk                                 |
| Rumänien               | 4+3                  | George Buta, George Colțea, Raul Flore, Dmitri Schamajew                                                                                                | Andreea Mezdrea, Jelena Tschirkowa, Anastassija Tolmatschowa                                              |
| Schweden               | 6+6                  | Viktor Brandt, Jesper Nelin, Emil Nykvist, Martin Ponsiluoma, Sebastian Samuelsson, Malte Stefansson                                                    | Ella Halvarsson, Anna-Karin Heijdenberg, Anna Magnusson, Elvira Öberg, Hanna Öberg, Johanna Skottheim     |
| Schweiz                | 5+5                  | Joscha Burkhalter, Jeremy Finello, Niklas Hartweg, James Pacal, Sebastian Stalder                                                                       | Amy Baserga, Aita Gasparin, Elisa Gasparin, Lena Häcki-Groß, Lea Meier                                    |
| Slowakei               | (4)+(4)              | Jakub Borguľa, Damián Cesnek, Artur Ischakov, Tomáš Sklenárik                                                                                           | Paulína Bátovská Fialková, Ema Kapustová, Anastasiya Kuzmina, Mária Remeňová                              |
| Slowenien              | 5+(5)                | Miha Dovžan, Jakov Fak, Lovro Planko, Matic Repnik, Toni Vidmar                                                                                         | Polona Klemenčič, Živa Klemenčič, Anamarija Lampič, Lena Repinc, Klara Vindišar                           |
| Tschechien             | 5+5                  | Vítězslav Hornig, Mikuláš Karlík, Michal Krčmář, Jonáš Mareček, Adam Václavík                                                                           | Lucie Charvátová, Jessica Jislová, Heda Mikolášová, Kristýna Otcovská, Tereza Voborníková                 |
| Ukraine                | (5)+5                | Anton Dudtschenko, Taras Lessjuk, Witalij Mandsyn, Dmytro Pidrutschnyj, Bohdan Zymbal                                                                   | Chrystyna Dmytrenko, Julija Dschyma, Olena Horodna, Anna Krywonos, Iryna Petrenko                         |
| Vereinigtes Königreich | 1                    | Marcus Bolin Webb | |
| Amerika (2 Nationen)   |                      | | |
| Kanada                 | (4)+4                | Haldan Borglum, Jasper Fleming, Logan Pletz, Adam Runnalls                                                                                              | Emma Lunder, Nadia Moser, Pascale Paradis, Shilo Rousseau                                                 |
| Vereinigte Staaten     | 4+4                  | Jake Brown, Sean Doherty, Maxime Germain, Campbell Wright                                                                                               | Grace Castonguay, Margie Freed, Deedra Irwin, Chloe Levins                                                |
| Asien (2 Nationen)     |                      | | |
| Japan                  | 2+1                  | Masaharu Yamamoto, Mikito Tachizaki | Aoi Sato                                                                                                  |
| Kasachstan             | (5)+(4)              | Iwan Darin, Ässet Düissenow, Wladislaw Kirejew, Wadim Kurales, Alexander Muchin                                                                         | Jelisaweta Belezkaja, Polina Jegorowa, Olga Poltaranina, Galina Wischnewskaja-Scheporenko                 |
| Ozeanien (1 Nation)    |                      | | |
| Australien             | 1                    | | Darcie Morton                                                                                             |

## Ausgangslage
Als Weltcupführende gingen auch in Ruhpolding Johannes Thingnes Bø und Franziska Preuß an den Start.

Während beispielsweise das französische und österreichische Team keine Athletenwechsel durchgeführt hatten, war dies bei anderen Nationen der Fall. Ingrid Landmark Tandrevold setzte eine Weltcupstation aus, um ein Höhentraining zu absolvieren, dafür bekam Ragnhild Femsteinevik nach längerer Zeit wieder einen Startplatz. Bei den norwegischen Herren war Johannes Dale-Skjevdal nach seinem Dreifachtriumph im IBU-Cup wieder in den Weltcup genommen worden und trat im Einzelrennen an, die ebenfalls qualifizierten Strømsheim und Christiansen waren lediglich für den Massenstart geplant. Kurz vor Beginn der Wettkämpfe hatte Martin Uldal jedoch aufgrund von Magenproblemen den Start im Einzel absagen müssen und Strømsheim bekam den Startplatz. Im schwedischen Team übernahm Emil Nykvist den vakanten Platz von Anton Ivarsson, im italienischen Team starteten Daniele Cappellari und – erstmals in der Saison – Rebecca Passler statt Marco Barale und Ilaria Scattolo. Bei den Schweizern war Lea Meier wieder zurück, James Pacal ersetzte Dajan Danuser. Große Änderungen hatte es auch bei der deutschen Mannschaft: Nach unterdurchschnittlichen Leistungen waren Philipp Horn und Simon Kaiser aus dem Kader genommen worden und durch David Zobel und den wiedererstarkten Roman Rees ersetzt. Auch Julia Kink bekam keinen Startplatz in Ruhpolding; statt ihr lief Stefanie Scherer, die fast fünf Jahre vorher ihr letztes und bis dahin einziges Weltcuprennen bestritten hatte.
Mit der Tschechin Heda Mikolášová ging erstmals eine Athletin des Jahrganges 2006 bei einem Weltcuprennen an den Start.

## Ergebnisse
| 5. Weltcup in Ruhpolding, 13. bis 19. Januar 2025 | 5. Weltcup in Ruhpolding, 13. bis 19. Januar 2025 | 5. Weltcup in Ruhpolding, 13. bis 19. Januar 2025                               | 5. Weltcup in Ruhpolding, 13. bis 19. Januar 2025                                       | 5. Weltcup in Ruhpolding, 13. bis 19. Januar 2025                          |
| ------------------------------------------------- | ------------------------------------------------- | ------------------------------------------------------------------------------- | --------------------------------------------------------------------------------------- | -------------------------------------------------------------------------- |
| Datum                                             | Disziplin                                         | Erster Platz                                                                    | Zweiter Platz                                                                           | Dritter Platz                                                              |
| 15. Januar 2025 (Mi.)                             | Einzel (20 km)                                    | Vebjørn Sørum                                                                   | Émilien Claude                                                                          | Andrejs Rastorgujevs                                                       |
| 16. Januar 2025 (Do.)                             | Einzel (15 km)                                    | Lou Jeanmonnot                                                                  | Franziska Preuß                                                                         | Amy Baserga                                                                |
| 17. Januar 2025 (Fr.)                             | Staffel (4 × 7,5 km)                              | FrankreichÉmilien Claude Fabien Claude Quentin Fillon Maillet Émilien Jacquelin | SchwedenViktor Brandt Jesper Nelin Martin Ponsiluoma Sebastian Samuelsson               | DeutschlandJustus Strelow Danilo Riethmüller Johannes Kühn Philipp Nawrath |
| 18. Januar 2025 (Sa.)                             | Staffel (4 × 6 km)                                | DeutschlandStefanie Scherer Selina Grotian Sophia Schneider Franziska Preuß     | NorwegenKaroline Offigstad Knotten Juni Arnekleiv Maren Kirkeeide Ragnhild Femsteinevik | FrankreichPaula Botet Océane Michelon Justine Braisaz-Bouchet Julia Simon  |
| 19. Januar 2025 (So.)                             | Massenstart (15 km)                               | Tommaso Giacomel                                                                | Sturla Holm Lægreid                                                                     | Johannes Thingnes Bø                                                       |
| 19. Januar 2025 (So.)                             | Massenstart (12,5 km)                             | Elvira Öberg                                                                    | Franziska Preuß                                                                         | Jeanne Richard                                                             |

## Verlauf

### Einzel

#### Männer
Start: Mittwoch, 15. Januar 2025, 14:10 Uhr
| Platz | Sportler               | Zeit        | Schießfehler |
| ----- | ---------------------- | ----------- | ------------ |
| 1     | Vebjørn Sørum          | 47:30,0 min | 0+0+0+0      |
| 2     | Émilien Claude         | +52,1       | 0+0+0+0      |
| 3     | Andrejs Rastorgujevs   | +56,8       | 0+1+0+0      |
| 4     | Niklas Hartweg         | +1:20,5     | 0+0+1+0      |
| 5     | Vítězslav Hornig       | +1:31,3     | 0+0+0+0      |
| 6     | Sebastian Samuelsson   | +1:42,0     | 0+1+0+1      |
| 7     | Otto Invenius          | +1:43,2     | 0+0+0+0      |
| 8     | Johannes Dale-Skjevdal | +1:51,0     | 2+0+0+0      |
| 9     | David Komatz           | +1:58,8     | 0+0+0+0      |
| 10    | Joscha Burkhalter      | +2:00,4     | 0+1+0+0      |
| 11    | Justus Strelow         | +2:03,2     | 0+0+0+1      |
| 0     |                        |             |              |
| 17    | Johannes Kühn          | +2:25,0     | 0+2+0+0      |
| 21    | Tommaso Giacomel       | +2:40,7     | 2+0+0+1      |
| 22    | Philipp Nawrath        | +2:41,4     | 2+1+0+0      |
| 23    | Sebastian Stalder      | +2:41,7     | 0+0+0+0      |
| 34    | Lukas Hofer            | +3:46,1     | 0+0+0+2      |
| 36    | Simon Eder             | +3:50,2     | 0+2+0+1      |
| 39    | Roman Rees             | +4:13,0     | 1+0+1+1      |
| 42    | Felix Leitner          | +4:20,1     | 1+0+0+0      |
| 43    | David Zobel            | +4:21,1     | 0+1+0+1      |
| 46    | Didier Bionaz          | +4:35,1     | 1+2+1+0      |
| 50    | Daniele Cappellari     | +4:55,3     | 1+1+0+0      |
| 52    | Elia Zeni              | +4:57,8     | 0+0+2+0      |
| 56    | Patrick Braunhofer     | +5:20,7     | 0+1+0+1      |
| 58    | Thierry Langer         | +5:32,3     | 0+0+3+0      |
| 60    | Jeremy Finello         | +5:36,5     | 0+3+0+2      |
| 68    | Florent Claude         | +6:03,2     | 1+0+1+2      |
| 69    | Patrick Jakob          | +6:04,7     | 1+0+1+1      |
| 72    | Magnus Oberhauser      | +6:19,4     | 0+1+1+0      |
| 75    | James Pacal            | +6:36,3     | 1+1+0+0      |
| 78    | Danilo Riethmüller     | +6:59,3     | 3+3+0+1      |
| 99    | Marek Mackels          | +10:00,2    | 0+2+1+3      |

Gemeldet: 105 
 Nicht am Start:  Jake Brown 
 Disqualifiziert:  Alexander Muchin
Das erste Standardeinzel der Saison brachte ein durchaus überraschendes Ergebnis mit sich. Vebjørn Sørum gewann mit fehlerfreiem Schießen erstmals ein Individualrennen im Weltcup und ließ damit Émilien Claude und Andrejs Rastorgujevs hinter sich. Für Claude war es der erste Podestplatz, für Rastorgujevs der erste dritte Platz seiner Karriere. Bei guten Bedingungen am Schießstand gelang es einigen Athleten, persönliche Bestleistungen aufzustellen, unter den besten Zehn gelang dies Vítězslav Hornig, Otto Invenius und David Komatz, die auch allesamt am Schießstand fehlerfrei blieben. Niklas Hartweg und Joscha Burkhalter, der zugleich sein persönliches Bestergebnis einstellte, stellten ein hervorragendes Ergebnis aus Schweizer Sicht auf, Justus Strelow belegte nach einem Schießfehler als bester Deutscher Platz elf. Überzeugend schloss auch der Weltcuprückkehrer Johannes Dale-Skjevdal den Wettkampf auf Rang acht ab. Die eigentlichen Favoriten mussten sich, vor allem aufgrund von Fehlern am Schießstand, geschlagen geben, der Gesamtweltcupführende Johannes Bø erreichte nach fünf verpassten Scheiben die Punkteränge nicht. Schnellster Athlet über die 20-Kilometer-Strecke war Martin Ponsiluoma, der mit vier Fehlern 26. wurde, neben fünf Athleten unter den besten Zehn gelang es auch Sebastian Stalder (23.) und Dmitri Schamajew (27.), alle Scheiben zu treffen.

#### Frauen
Start: Donnerstag, 16. Januar 2025, 14:10 Uhr
| Platz | Sportler            | Zeit        | Schießfehler |
| ----- | ------------------- | ----------- | ------------ |
| 1     | Lou Jeanmonnot      | 41:35,5 min | 0+0+0+0      |
| 2     | Franziska Preuß     | +35,7       | 0+1+0+0      |
| 3     | Amy Baserga         | +43,1       | 0+0+0+0      |
| 4     | Océane Michelon     | +1:17,3     | 1+0+0+0      |
| 5     | Johanna Skottheim   | +1:24,8     | 0+0+0+0      |
| 6     | Anna Gandler        | +1:27,2     | 0+0+1+0      |
| 7     | Elvira Öberg        | +1:30,1     | 0+1+1+0      |
| 8     | Suvi Minkkinen      | +1:36,4     | 0+1+0+0      |
| 9     | Ella Halvarsson     | +1:38,1     | 1+0+0+0      |
| 10    | Hanna Öberg         | +1:44,1     | 0+1+1+0      |
| 0     |                     |             |              |
| 13    | Elisa Gasparin      | +2:55,1     | 0+1+0+0      |
| 18    | Lena Häcki-Groß     | +3:14,0     | 1+0+0+1      |
| 23    | Stefanie Scherer    | +3:31,0     | 0+0+1+0      |
| 24    | Selina Grotian      | +3:36,1     | 0+1+0+2      |
| 25    | Aita Gasparin       | +3:44,0     | 0+1+0+1      |
| 26    | Samuela Comola      | +3:49,2     | 0+0+0+1      |
| 28    | Maya Cloetens       | +3:50,3     | 1+0+0+1      |
| 29    | Tamara Steiner      | +3:52,7     | 0+0+1+0      |
| 33    | Lisa Hauser         | +3:56,5     | 1+1+0+1      |
| 40    | Lea Meier           | +4:36,7     | 1+0+0+1      |
| 42    | Rebecca Passler     | +4:44,5     | 1+1+0+1      |
| 47    | Dorothea Wierer     | +4:59,0     | 1+2+1+0      |
| 49    | Martina Trabucchi   | +5:01,1     | 1+1+0+1      |
| 56    | Lotte Lie           | +5:19,0     | 1+1+0+2      |
| 57    | Michela Carrara     | +5:19,3     | 1+1+1+1      |
| 58    | Anna Andexer        | +5:20,6     | 0+2+1+0      |
| 59    | Sophia Schneider    | +5:21,2     | 2+1+0+1      |
| 69    | Hannah Auchentaller | +6:09,6     | 2+0+0+1      |
| 70    | Vanessa Voigt       | +6:11,3     | 1+0+1+1      |
| 71    | Anna Juppe          | +6:13,8     | 2+2+0+0      |
| DNS   | Julia Tannheimer    |             |              |

Gemeldet: 102 
 Nicht am Start: 2 
 Nicht beendet:  Jelisaweta Belezkaja
Dank fehlerfreier Schießleistung gewann Lou Jeanmonnot auch den zweiten Einzel der Saison und behielt daher das rote Trikot und die damit einhergehende Führung in der Disziplinenwertung deutlich. Dahinter klassierte sich Franziska Preuß und verteidigte damit die Gesamtweltcupführung. Amy Baserga lief zudem erstmals in einem Individualrennen auf das Podest; Grundlage dafür waren zwanzig Treffer am Schießstand und die viertschnellste Schlussrunde aller Athletinnen. Auch Michelon (Einstellung der Bestleistung), Skottheim (bestes Ergebnis seit über vier Jahren) und Gandler (bestes Saisonergebnis) überzeugten und erreichten die Flower Ceremony. Ihr bestes Ergebnis der Karriere innerhalb der Punkteränge erreichten auch Susan Külm (12.) und Stefanie Scherer (23). Die schnellste Laufzeit kam von Anamarija Lampič, alle Scheiben traf neben Jeanmonnot, Baserga und Skottheim auch die elftplatzierte Tereza Voborníková.

### Staffel

#### Männer
Start: Freitag, 17. Januar 2025, 14:20 Uhr
| Platz | Land        | Sportler                                                              | Zeit        | Strafrunden + Nachlader         |
| ----- | ----------- | --------------------------------------------------------------------- | ----------- | ------------------------------- |
| 1     | Frankreich  | Émilien Claude Fabien Claude Quentin Fillon Maillet Émilien Jacquelin | 1:08:45,4 h | 0+0 0+1 0+1 0+1 0+1 0+0 0+1 0+1 |
| 2     | Schweden    | Viktor Brandt Jesper Nelin Martin Ponsiluoma Sebastian Samuelsson     | +38,4       | 0+1 0+1 0+3 0+2 0+1 0+1 0+1 0+0 |
| 3     | Deutschland | Justus Strelow Danilo Riethmüller Johannes Kühn Philipp Nawrath       | +58,8       | 0+1 0+1 0+1 0+3 0+2 0+2         |
| 4     | Norwegen    | Sturla Holm Lægreid Tarjei Bø Johannes Thingnes Bø Vebjørn Sørum      | +1:05,9     | 0+1 0+1 0+0 2+3 0+0 1+3 0+0 0+2 |
| 5     | Slowenien   | Miha Dovžan Jakov Fak Toni Vidmar Lovro Planko                        | +1:13,8     | 0+1 0+2 0+0 0+0 0+1 0+2         |
| 6     | Ukraine     | Dmytro Pidrutschnyj Witalij Mandsyn Anton Dudtschenko Taras Lessjuk   | +1:19,0     | 0+1 0+1 0+1 0+1 0+1 0+2 0+0 0+0 |
| 7     | Tschechien  | Vítězslav Hornig Michal Krčmář Jonáš Mareček Adam Václavík            | +1:50,4     | 0+0 0+0 0+2 0+2 0+2 0+0 0+0 0+2 |
| 8     | Österreich  | Felix Leitner Simon Eder David Komatz Patrick Jakob                   | +2:41,1     | 0+0 0+1 0+1 0+1 0+3 0+0 0+3 0+0 |
| 9     | Estland     | Rene Zahkna Jakob Kulbin Kristo Siimer Mehis Udam                     | +2:56,7     | 0+2 0+0 0+1 0+2 0+0 1+3 0+0 0+1 |
| 10    | Litauen     | Maksim Fomin Vytautas Strolia Nikita Čigak Karol Dombrovski           | +3:01,6     | 0+0 0+0 0+0 0+0 0+2 0+3 0+1 0+2 |
| 11    | Schweiz     | James Pacal Joscha Burkhalter Jeremy Finello Sebastian Stalder        | +3:01,7     | 0+3 0+1 0+0 0+0 0+2 0+2 0+1 0+0 |
| 12    | Belgien     | Thierry Langer Florent Claude Marek Mackels César Beauvais            | +3:13,3     | 0+1 0+2 0+0 0+1 0+3 0+0 0+1 0+2 |
| 0     |             |                                                                       |             |                                 |
| 18    | Italien     | Elia Zeni Lukas Hofer Didier Bionaz Tommaso Giacomel                  | +4:39,2     | 1+3 0+2 0+2 0+0 0+2 1+3 0+0 0+0 |

Gemeldet und am Start: 22 Staffeln
Auch das dritte Staffelrennen der Saison ging überlegen an das französische Team, wobei es auch eines der besten Schießergebnisse des gesamten Feldes aufzuweisen hatte. Schweden und Deutschland komplettierten das Podest. Norwegen hingegen fiel nach insgesamt drei Strafrunden zunächst weit zurück, Johannes Thingnes Bø führte das Team aber noch knapp an die Podestränge heran. Die slowenische Staffel bestätigte den vierten Platz von Hochfilzen, auch Estland lief erneut in die Top-10 und stellte deren bestes Herrenstaffelergebnis seit exakt 20 Jahren, als ebenfalls in Ruhpolding Rang acht resultierte, auf. Für die litauischen Herren kam mit Rang zehn das zweitbeste Ergebnis der Geschichte zustande. Wie schon im Vorjahr wurde während des Wettkampfes keine Mannschaft überrundet.

#### Frauen
Start: Samstag, 18. Januar 2025, 14:20 Uhr
| Platz | Land        | Sportler                                                                        | Zeit        | Strafrunden + Nachlader         |
| ----- | ----------- | ------------------------------------------------------------------------------- | ----------- | ------------------------------- |
| 1     | Deutschland | Stefanie Scherer Selina Grotian Sophia Schneider Franziska Preuß                | 1:17:47,6 h | 0+1 0+0 0+1 0+0 0+2 0+0 0+0 0+0 |
| 2     | Norwegen    | Karoline Offigstad Knotten Juni Arnekleiv Maren Kirkeeide Ragnhild Femsteinevik | +17,4       | 0+1 0+1 0+0 0+1 0+1 0+2 0+2 0+2 |
| 3     | Frankreich  | Paula Botet Océane Michelon Justine Braisaz-Bouchet Julia Simon                 | +25,8       | 1+3 0+0 0+1 0+1 0+1 0+0 0+1 0+0 |
| 4     | Schweiz     | Elisa Gasparin Lena Häcki-Groß Aita Gasparin Amy Baserga                        | +35,8       | 0+1 0+1 0+2 0+3 0+1 0+0 0+0 0+0 |
| 5     | Schweden    | Anna Magnusson Ella Halvarsson Hanna Öberg Elvira Öberg                         | +1:06,3     | 0+0 0+0 0+2 0+3 0+2 0+1 1+3 0+1 |
| 6     | Österreich  | Tamara Steiner Anna Gandler Anna Juppe Lisa Hauser                              | +1:41,3     | 0+0 0+0 0+1 0+1 0+0 0+3 0+0 0+0 |
| 7     | Slowakei    | Ema Kapustová Paulína Bátovská Fialková Anastasiya Kuzmina Mária Remeňová       | +1:42,7     | 0+0 0+0 0+2 0+0 0+0 0+2 0+1 0+0 |
| 8     | Finnland    | Inka Hämäläinen Suvi Minkkinen Sonja Leinamo Kaisa Keränen                      | +2:28,3     | 0+1 0+3 0+0 0+0 0+1 2+3 0+0 0+1 |
| 9     | Kanada      | Pascale Paradis Emma Lunder Shilo Rousseau Nadia Moser                          | +2:28,5     | 0+1 0+1 0+0 0+1 0+0 0+0 0+1 0+2 |
| 10    | Ukraine     | Olena Horodna Julija Dschyma Iryna Petrenko Chrystyna Dmytrenko                 | +2:52,4     | 0+0 0+3 0+1 0+0 0+0 0+1 0+1 0+0 |
| 0     |             |                                                                                 |             |                                 |
| 13    | Italien     | Rebecca Passler Dorothea Wierer Martina Trabucchi Michela Carrara               | +3:59,0     | 0+3 2+3 0+0 0+0 0+0 0+3 0+0 1+3 |

Gemeldet und am Start: 20 Staffeln 
 Überrundet: 3
Zum zweiten Mal nacheinander gelang es dem deutschen Team, die Staffel für sich zu entscheiden, diesmal trotz der Ausfälle von Tannheimer und Voigt im Vorfeld. Die norwegische Mannschaft hielt sich immer im Vorderfeld und belegte Rang zwei; die Französinnen wurden trotz einer Strafrunde zu Beginn dritte. Trotz erneut drittschnellster Schlussrunde gelang es Amy Baserga folglich nicht, Julia Simon einzuholen, womit die Schweiz auf Platz vier und dem damit besten Saisonergebnis ins Ziel kam. Finnland, zur Rennhälfte durch Hämäläinen und Minkkinen noch in Führung gelegen, fiel nach zwei Strafrunden zurück, für Kanada hingegen resultierte das erste Top-10-Ergebnis seit fast zwei Jahren. Für die Slowakei war der siebte Platz das erste Ergebnis unter den besten Zehn seit dem vorläufigen Rücktritt von Anastasiya Kuzmina im März 2019. Eine Besonderheit stellte auch der Antritt der litauischen Staffel dar, die ebenfalls seit der Saison 2018/19 keine Damenstaffel im Weltcup mehr stellen konnten.

### Massenstart

#### Männer
Start: Sonntag, 19. Januar 2025, 12:30 Uhr
| Platz | Sportler               | Zeit        | Schießfehler |
| ----- | ---------------------- | ----------- | ------------ |
| 1     | Tommaso Giacomel       | 36:21,8 min | 0+0+0+0      |
| 2     | Sturla Holm Lægreid    | +6,3        | 1+0+0+0      |
| 3     | Johannes Thingnes Bø   | +11,4       | 1+0+0+1      |
| 4     | Sebastian Samuelsson   | +17,6       | 0+0+1+0      |
| 5     | Andrejs Rastorgujevs   | +28,0       | 0+0+1+0      |
| 6     | Quentin Fillon Maillet | +39,7       | 1+0+1+1      |
| 7     | Justus Strelow         | +41,7       | 0+0+1+0      |
| 8     | Émilien Jacquelin      | +57,6       | 0+0+2+0      |
| 9     | Vítězslav Hornig       | +1:03,7     | 0+0+0+2      |
| 10    | Niklas Hartweg         | +1:04,2     | 2+0+1+0      |
| 11    | Philipp Nawrath        | +1:05,7     | 0+1+0+2      |
| 0     |                        |             |              |
| 15    | Joscha Burkhalter      | +1:15,1     | 0+0+1+1      |
| 23    | Johannes Kühn          | +1:51,5     | 0+0+2+2      |
| 28    | Danilo Riethmüller     | +3:10,6     | 1+1+2+1      |
| 30    | David Komatz           | +3:38,6     | 0+1+0+3      |

Gemeldet und am Start: 30
Erstmals in seiner sportlichen Karriere gelang es Tommaso Giacomel, ein Weltcuprennen zu gewinnen. Maßgeblich dafür war das fehlerfreie Schießen, was ihm ebenfalls zum ersten Mal gelang. Sturla Holm Lægreid und Johannes Thingnes Bø, der im Vorhinein sein Karriereende zum Saisonende bekannt gegeben hatte, klassierten sich dahinter auf dem Podest. Mit Ausnahme von Lægreid und Bø schnitten die Norweger enttäuschend ab; Vetle Sjåstad Christiansen blieb beispielsweise zwar fehlerfrei, wurde aber nur 16. Der im roten Trikot des Disziplinführenden gestartete Danilo Riethmüller musste das Trikot nach einer unterdurchschnittlichen Leistung an Lægreid abgeben. 

#### Frauen
Start: Sonntag, 19. Januar 2025, 15:00 Uhr
| Platz | Sportler                   | Zeit        | Schießfehler |
| ----- | -------------------------- | ----------- | ------------ |
| 1     | Elvira Öberg               | 33:00,5 min | 0+0+0+0      |
| 2     | Franziska Preuß            | +25,0       | 0+1+0+0      |
| 3     | Jeanne Richard             | +25,4       | 0+0+0+0      |
| 4     | Dorothea Wierer            | +27,9       | 0+0+0+1      |
| 5     | Suvi Minkkinen             | +32,7       | 0+1+0+0      |
| 6     | Hanna Öberg                | +34,7       | 0+2+0+1      |
| 7     | Karoline Offigstad Knotten | +34,7       | 0+0+1+0      |
| 8     | Océane Michelon            | +35,1       | 1+0+0+0      |
| 9     | Lou Jeanmonnot             | +45,5       | 0+0+0+2      |
| 10    | Anamarija Lampič           | +1:00,7     | 1+1+1+1      |
| 0     |                            |             |              |
| 12    | Selina Grotian             | +1:01,1     | 1+1+0+0      |
| 13    | Maya Cloetens              | +1:11,9     | 1+0+0+0      |
| 14    | Amy Baserga                | +1:16,1     | 0+0+1+0      |
| 15    | Anna Gandler               | +1:19,4     | 0+0+0+1      |
| 19    | Lena Häcki-Groß            | +1:45,1     | 1+0+1+0      |
| 23    | Lotte Lie                  | +2:12,3     | 1+0+2+0      |
| 24    | Lisa Hauser                | +2:22,3     | 1+1+0+1      |
| 30    | Elisa Gasparin             | +5:12,6     | 1+2+1+2      |

Gemeldet und am Start: 30
Mit fehlerfreier Schießleistung gewann Elvira Öberg ihren zweiten Massenstart der Saison und ließ das gesamte Feld chancenlos zurück. Franziska Preuß belegte einmal mehr Rang zwei, dahinter fuhr Jeanne Richard zum ersten Mal in ihrer Karriere auf das Podest. Öberg, Dorothea Wierer und Lou Jeanmonnot waren dabei gemeinsam zum letzten Schießen gekommen, Wierer schoss eine Strafrunde und verlor daraufhin im letzten Teil der Schlussrunde den Anschluss an Preuß und Richard. Die schnellste Kurszeit lieferte wenig überraschend Anamarija Lampič, die Rang zehn belegte; Julia Simon und Justine Braisaz-Bouchet schossen sieben respektive acht Fehler und kamen außerhalb der besten 25 ins Ziel.

## Auswirkungen
| Rang | Name                   | Punkte | Siege | Verän- derung |
| ---- | ---------------------- | ------ | ----- | ------------- |
| 1    | Johannes Thingnes Bø   | 727    | 3     |               |
| 2    | Sturla Holm Lægreid    | 689    | 1     |               |
| 3    | Émilien Jacquelin      | 527    | 1     |               |
| 4    | Éric Perrot            | 507    | 1     |               |
| 5    | Sebastian Samuelsson   | 495    | 0     |               |
| 6    | Vebjørn Sørum          | 481    | 1     |               |
| 7    | Quentin Fillon Maillet | 440    | 1     |               |
| 8    | Fabien Claude          | 411    | 0     |               |
| 9    | Tarjei Bø              | 388    | 1     |               |
| 10   | Philipp Nawrath        | 380    | 0     |               |

| Rang | Name                    | Punkte | Siege | Verän- derung |
| ---- | ----------------------- | ------ | ----- | ------------- |
| 1    | Franziska Preuß         | 749    | 2     |               |
| 2    | Lou Jeanmonnot          | 607    | 4     |               |
| 3    | Elvira Öberg            | 571    | 2     |               |
| 4    | Suvi Minkkinen          | 459    | 0     |               |
| 5    | Jeanne Richard          | 426    | 0     |               |
| 6    | Julia Simon             | 405    | 0     |               |
| 7    | Océane Michelon         | 404    | 0     |               |
| 8    | Justine Braisaz-Bouchet | 370    | 1     |               |
| 9    | Selina Grotian          | 362    | 1     |               |
| 10   | Maren Kirkeeide         | 330    | 0     |               |

## Debütanten
Folgende Athleten nahmen zum ersten Mal an einem Biathlon-Weltcup teil. Dabei kann es sich sowohl um Individualrennen, als auch um Staffelrennen handeln.
| Männer           | Frauen          |
| ---------------- | --------------- |
| Jimi Klemettinen | Heda Mikolášová |
|                  | Sara Urumova    |